# المجلس الأمريكي للأبنية الخضراء
المجلس الأمريكي للأبنية الخضراء (بالإنجليزية: U.S. Green Building Council أو اختصارا USGBC)، منظمة أمريكية غير حكومية وغير ربحية منظمة غير حكومية تأسست عام 1993، وهي قائمة على تعزيز الإستدامة في هيكل المباني وتصميمها وبناؤها وتشغيلها. قام المجلس بتطوير نظام الريادة في تصميمات الطاقة والبيئة (LEED) للمباني الخضراء. وكان واحد من ثمانية مجالس وطنية للبناء الأخضر في العالم التي ساعدت في تأسيس المجلس العالمي للأبنية الخضراء في عام 1999.